# Компьень-2 (кантон)
Компьень-2 (фр. Compiègne-2) — кантон во Франции, находится в регионе О-де-Франс, департамент Уаза. Входит в состав округа Компьень.

## История
Кантон образован в результате реформы 2015 года  на основе упраздненных кантонов Аттиши, Компьень-Сюд-Уэст и Компьень-Сюд-Эст.

## Состав кантона с 22 марта 2015 года
В состав кантона входят коммуны (население по данным Национального института статистики за 2018 г.):
- Арманкур (555 чел.)
- Венет (2 876 чел.)
- Вьё-Мулен (629 чел.)
- Жо (2 356 чел.)
- Жонкьер (605 чел.)
- Компьень (24 829 чел.) (южные кварталы)
- Крутуа (207 чел.)
- Кюиз-ла-Мот (2 196 чел.)
- Лакруа-Сент-Уан (4 894 чел.)
- Лашель (692 чел.)
- Ле-Мё (2 285 чел.)
- Отфонтен (336 чел.)
- Пьерфон (1 839 чел.)
- Сен-Жан-о-Буа (315 чел.)
- Сен-Совёр (1 728 чел.)
- Сент-Этьен-Руале (302 чел.)
- Шель (490 чел.)

## Политика
На президентских выборах 2022 г. жители кантона отдали в 1-м туре Эмманюэлю Макрону 28,8 % голосов против 24,2 % у Марин Ле Пен и 20,4 % у Жана-Люка Меланшона; во 2-м туре в кантоне победил Макрон, получивший 57,6 % голосов. (2017 год. 1 тур: Эмманюэль Макрон – 23,8 %, Марин Ле Пен – 23,0 %, Франсуа Фийон – 22,1 %, Жан-Люк Меланшон – 16,7 %; 2 тур: Макрон – 62,8 %. 2012 год. 1 тур: Николя Саркози – 30,3 %, Франсуа Олланд – 26,3 %, Марин Ле Пен – 19,8 %; 2 тур: Саркози – 53,0 %).
С 2015 года кантон в Совете департамента Уаза представляют мэр города Лакруа-Сент-Уан Жан Десессар (Jean Desessart) (Республиканцы) и член совета города Компьень Сандрин де Фигередо (Sandrine de Figueiredo) (Союз демократов и независимых).
|                | Кандидаты                        | Партия                   | Первый тур | Первый тур     | Второй тур | Второй тур |
| Кол-во голосов | Кандидаты                        | Партия                   | % голосов  | Кол-во голосов | % голосов  |            |
| -------------- | -------------------------------- | ------------------------ | ---------- | -------------- | ---------- | ---------- |
|                | Жан Десессар Сандрин де Фигередо | Правый блок              | 4 350      | 47,25          | 5 690      | 63,90      |
|                | Валери Батайяр Бертран Брассан   | Левый блок – Зелёные     | 2 671      | 29,01          | 3 214      | 36,10      |
|                | Жан-Марк Бранш Мирьям Ламзуди    | Национальное объединение | 2 186      | 23,74          |            |            |

|                | Кандидаты                                 | Партия             | Первый тур | Первый тур     | Второй тур | Второй тур |
| Кол-во голосов | Кандидаты                                 | Партия             | % голосов  | Кол-во голосов | % голосов  |            |
| -------------- | ----------------------------------------- | ------------------ | ---------- | -------------- | ---------- | ---------- |
|                | Жан Десессар Сандрин де Фигередо          | Правый блок        | 3 644      | 26,24          | 8 017      | 60,58      |
|                | Жан-Марк Бранш Патрисия Рену              | Национальный фронт | 4 470      | 32,19          | 5 217      | 39,42      |
|                | Бертран Брассан Паскалин Карон            | Левый блок         | 3 419      | 24,62          |            |            |
|                | Марк-Антуан Брекьеш Мари-Франсуаза Кассан | Разные правые      | 991        | 7,14           |            |            |
|                | Мари-Кристиан Гийемен Поль Крюбийе        | Разные левые       | 956        | 6,89           |            |            |
|                | Сильви Калоар Марк Санчес                 | Разные левые       | 405        | 2,92           |            |            |